# 三輪自動車

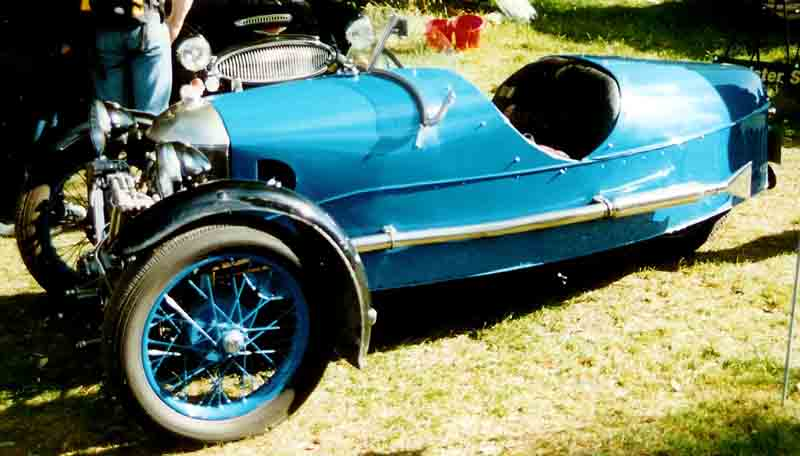
モーガン エアロ
2シーター スポーツ
(1932年)古典的なサイクルカー。

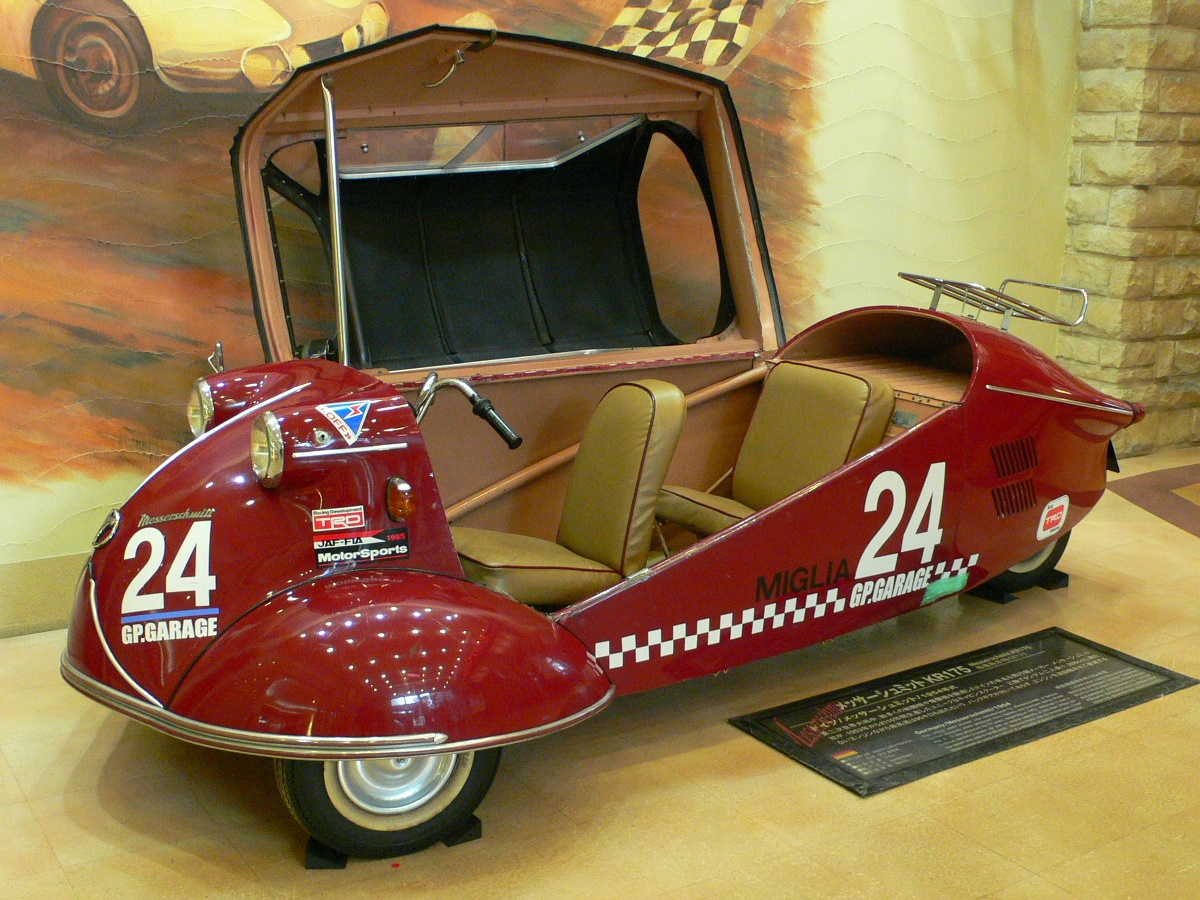
メッサーシュミット KR175。第二次世界大戦後のバブルカー（カビネンローラー）

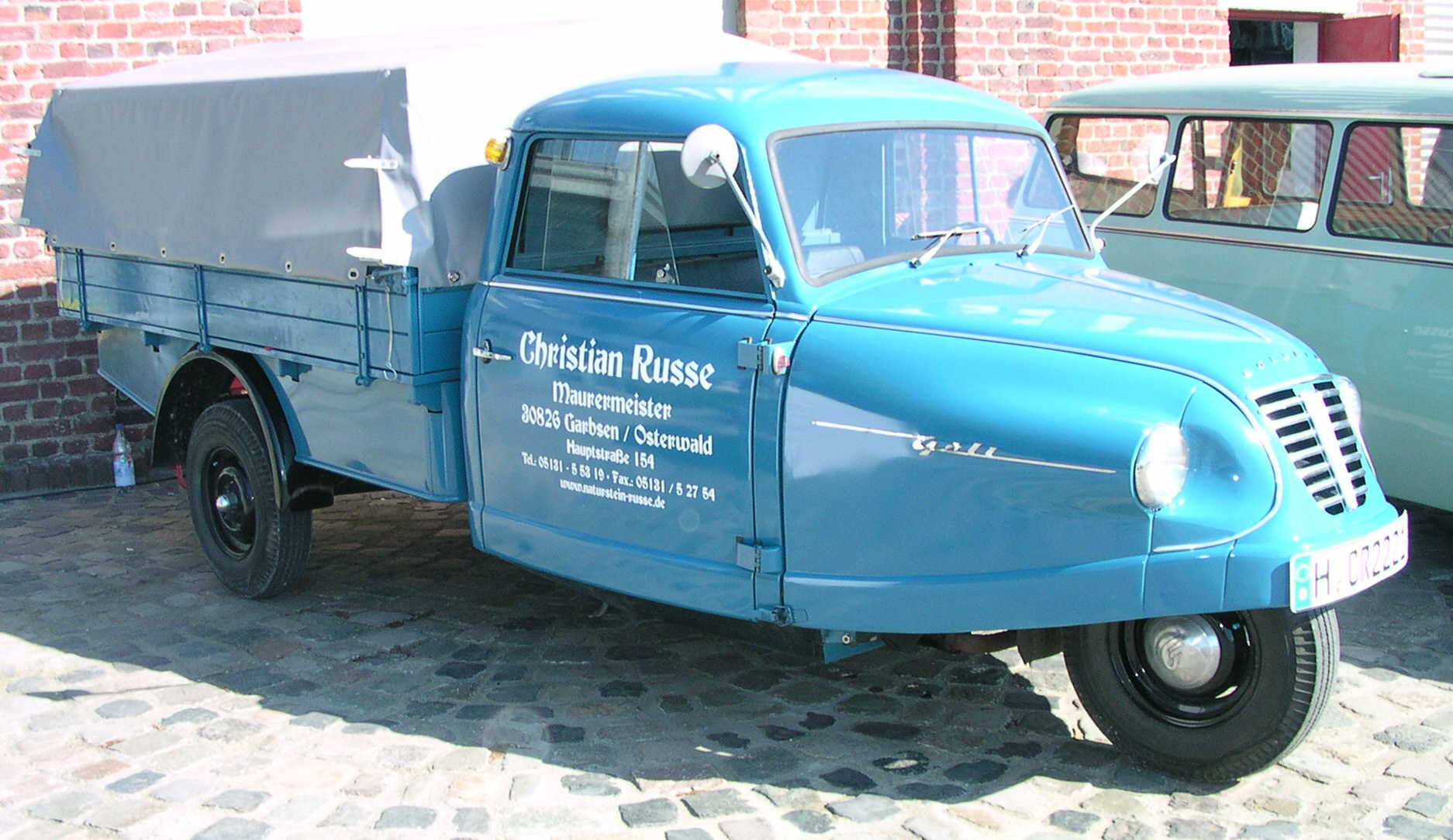
ゴリアテ GD750。ドイツで1950年代まで製造されていた三輪トラック

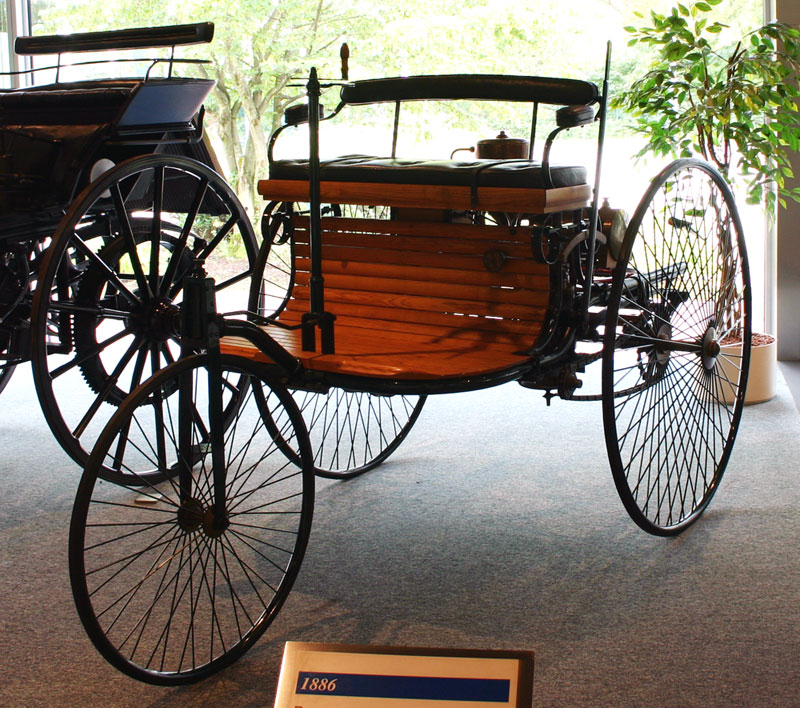
1886年に作られたベンツの三輪自動車 ベンツ・パテント・モトールヴァーゲン

三輪自動車（さんりんじどうしゃ、en : Three-wheeler）とは、車輪が3つ存在し、それを用いて走行する自動車。車輪のレイアウトは、
- 後輪駆動
  - 前輪一輪が操舵用で後輪二輪が駆動用
  - 前輪二輪が操舵用で後輪一輪が駆動用
- 前輪駆動
  - 前輪二輪が操舵と駆動を兼ね後輪一輪
  - 前輪二輪が駆動用で後輪一輪が操舵用
  - 前輪一輪が駆動と操舵を兼ね後輪二輪

などといった組み合わせである。
前一輪後二輪のものは斜め前に引く力に弱い。特に旋回中にブレーキを使った場合、制動による慣性力と遠心力の合成により斜め前に力が働き、前一輪では横方向に踏ん張りが効かず内側後輪が持ち上がる。多くはハンドルとブレーキを戻せば避けられるが、ハンドルを切りパニックブレーキをかける事でより回転が増し横転する。
前二輪後一輪のものは、後一輪では前二輪に比べグリップ力が小さいものが多く、旋回時にリヤが滑り易い（いわゆるオーバーステア）。

## 概要
一般に操向機構の構造が簡易で、静止状態でも安定を保てる最低限のレイアウトである三輪自動車は、自動車の黎明期から存在していた。史上初の自動車と言われるキュニョーの砲車（1769年）も、史上初のガソリンエンジン自動車の一台である、カール・ベンツによるベンツ・パテント・モトールヴァーゲンも（1886年）も、共に前1輪の三輪車である。
その後、オートバイのメカニズムの援用によって、サイドカーやトライクといった軽便な三輪自動車が作られるようになった。この種の車両は、20世紀初頭から世界各国で自然発生的に出現している。日本でもオート三輪は第一次世界大戦後に発生し、当時の国情に合致したことから独特の発展を遂げ、世界的に類を見ない形態に進化した。
さらに後の四輪自動車主流の時代になると、自動車税や免許制度の優遇享受を目的に、あえて三輪車にしたものが出現した。第二次世界大戦後のヨーロッパで多く見られた車種や、イギリスで2000年代初めまで現行車種が存在していた三輪乗用車は、これに属する。

## ヨーロッパ

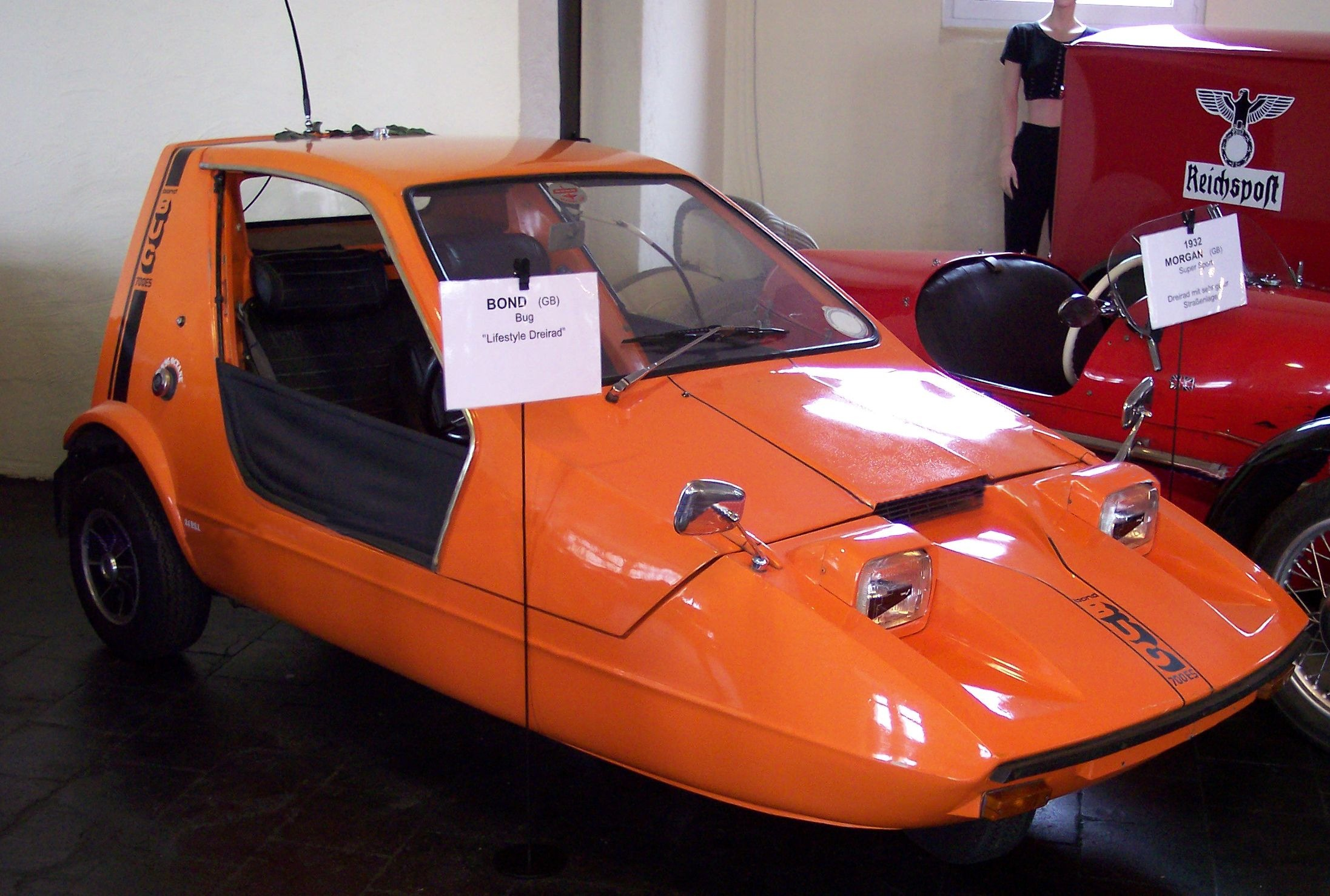
ボンド・ボンド・バグ

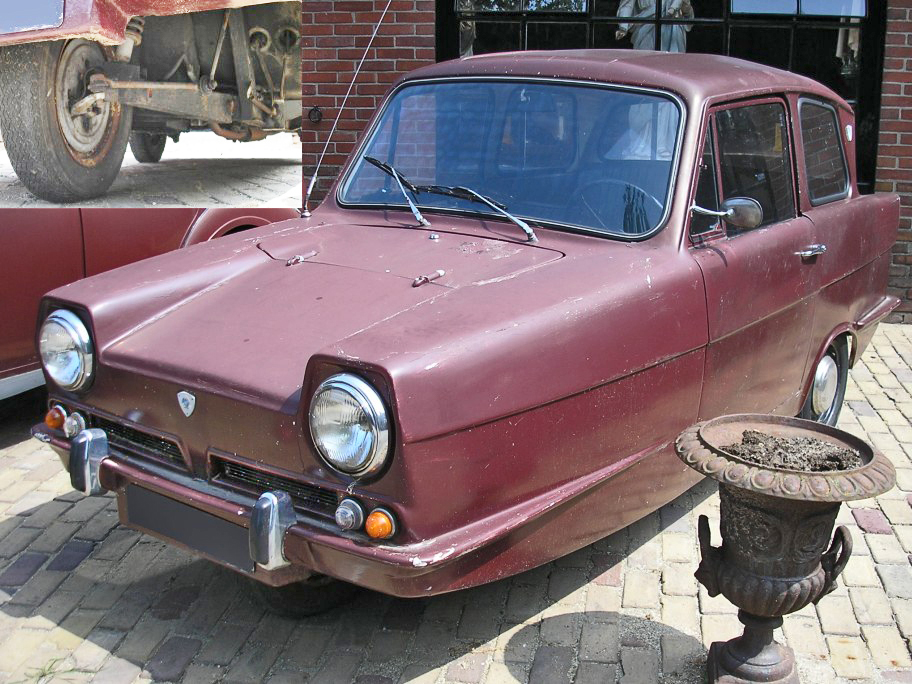
リライアント・リーガル 3/30
左上はフロントサスペンションのアップ。

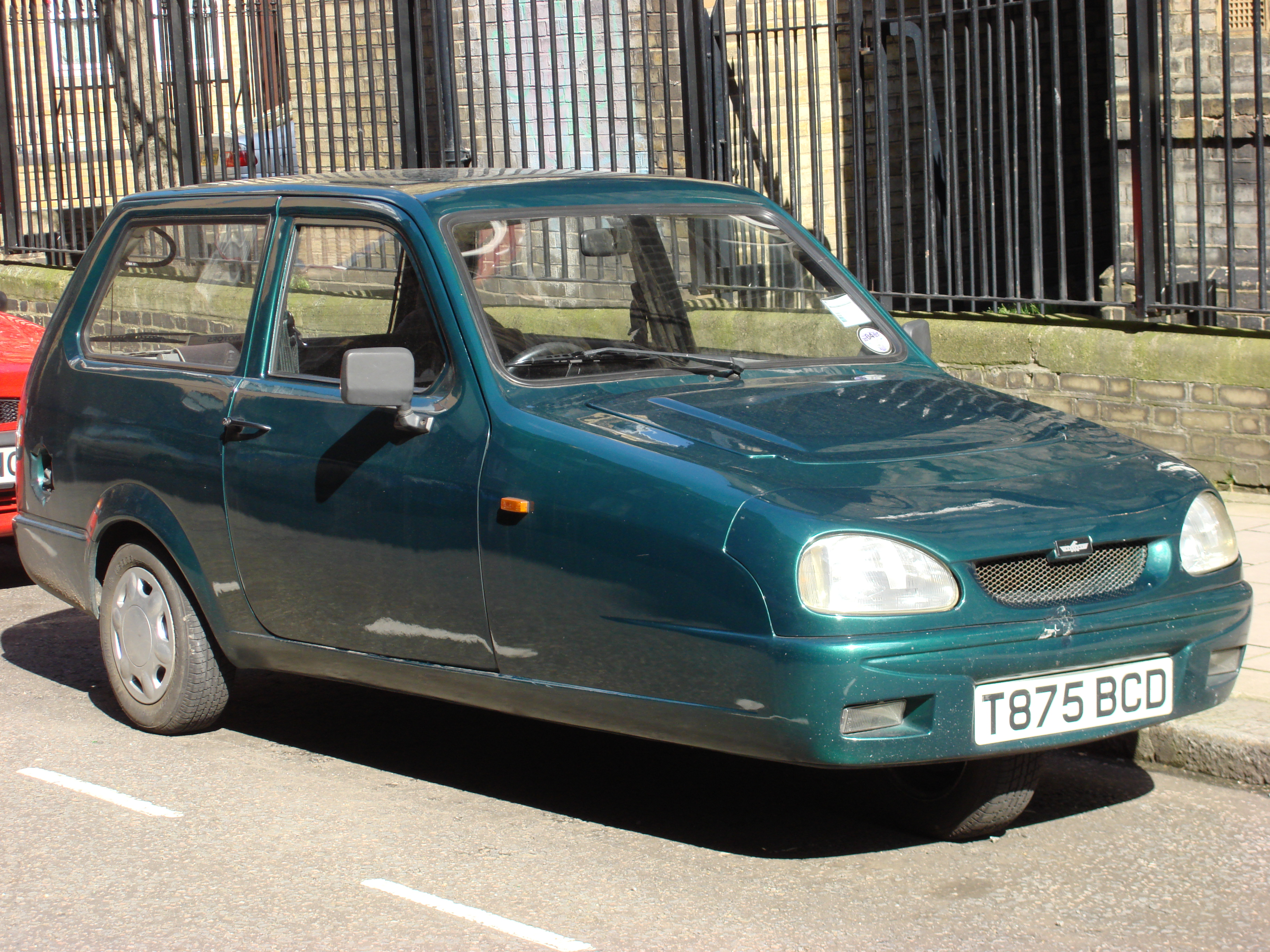
リライアント・ロビン
2000年代初めまで生産された。

モータリゼーションの早かったヨーロッパでは、それまでも「ヴォワチュレット」と（仏語起源だが英国でも）呼ばれた小型車市場があったが、排気量区分や課税馬力による自動車税が欧州各国で導入制定されたため、税負担軽減を目的に、「サイクルカー」と呼ばれるより小型の自動車市場が誕生し、1910年代から1930年代にかけて隆盛を極めた。三輪、四輪は問わず、1912年には、これに最大重量 350 kg、最大エンジン排気量 1,100 ccなどの国際規格が制定された。しかし、1920年代から、オースチン・セブンやシトロエン5CVに代表される大量生産メーカーが、四輪車ながら低価格を武器に小型軽量大衆車市場に進出し、その結果サイクルカー市場は駆逐された。
第二次世界大戦後、敗戦国を中心として、多くの小メーカーによる、「キャビンスクーター」(de:Kabinenroller) や「バブルカー」と呼ばれるマイクロカーが生まれ、大衆車が普及するまでの橋渡しとして親しまれたが、この中にも多くの三輪車が見られた。無論一種の「代用車」で、1950年代までにほとんど衰退した。
車輪配置は、前輪に1つ、後輪に2つのタイヤを持つものがほとんどである。このレイアウトは操向機構が極めて単純化されるが、反面、高速走行に適さず、低速でも横転しやすい。
モーガン・3ホイラーなど1910年代 - 1930年代の「サイクルカー」や、メッサーシュミットKR200など第二次世界大戦直後の「バブルカー」では、逆に旋回性能を重視して、前二輪、後一輪の設計となっている。後一輪式の三輪車は旋回時に遠心力で前輪の内側が路面から離れるが、後輪は常に接地しているため、それを駆動輪とすることで、後二輪駆動の場合の差動装置による空転を防ぐことができる。
イソ・イセッタとそのライセンス生産版や、ハインケル・カビーネとそのライセンス生産版のTrojan 200（en:Trojan (automobile)を参照）等は、後輪トレッドを極度に狭めた（三輪車類似の）四輪車であるが、三輪バブルカーの仲間として扱う場合もある。

### イギリス
例外として、イギリスでは免許制度や税制において三輪車に対して優遇措置があったため、主に普通車の運転免許を持たないオートバイのライダーを中心に三輪車の需要が高く、国内メーカーだけでなくBMWがイセッタのイギリス仕様として右ハンドルの3輪モデルを投入するなどしていた。1990年代以降は車の安全規制などが強化されたことや日本や韓国メーカーが投入した安価なコンパクトカーが普及したことで市場が縮小し、代表的な存在だったリライアント・ロビンが2000年代に生産終了するなど需要が消えつつある。

### イタリア
イタリアでは免許制度や旧市街への進入において50cc以下であれば優遇措置があるため、ピアッジオのアペ50が2020年代に入っても販売されている。

### ドイツ
ドイツは三輪自動車であれば、16歳から運転が可能な自動車のカテゴリがあることを利用し、改造ベースの新車での三輪自動車の販売が続いている。

## 日本
日本の三輪自動車史における一つの特徴として、諸外国に見られた2座ないし3座以上の乗用型三輪自動車がほとんど発達しなかったことが挙げられる。

### 戦前

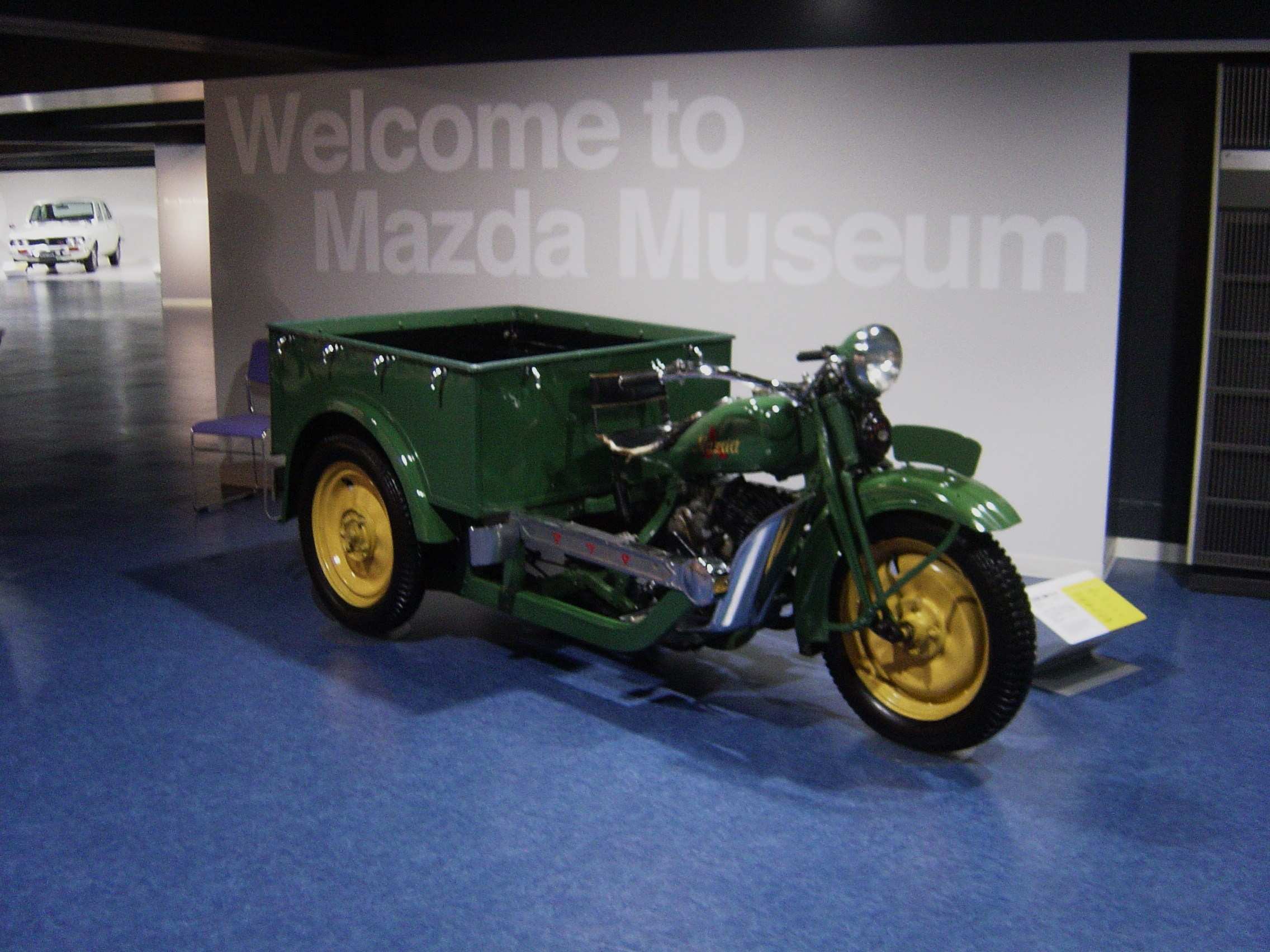
マツダオート三輪。戦前以来の古典的オート三輪の形態。2005年2月撮影

1918年（大正7年）頃、大阪で前2輪・後1輪で前方に荷台を持つ自転車式貨物車（フロントカー）に、アメリカ製のエンジンキットを装備したものが出現したのが最初と見られている。
しかし安定性や積載力を欠くため、程なく前1輪・後2輪のレイアウトに移行した。その初期には中小零細メーカーを中心に、多くのメーカーが製造していた。運転席の設計などは初期のものは自動二輪の応用部分が多く、ハンドルは二輪車と同様の棒型のものであった。エンジンは当初アメリカやイギリスのオートバイ用輸入単気筒エンジンが用いられ、シャシもオートバイとリヤカーの折衷的なパイプフレームで、チェーンで後右片輪のみを駆動することで差動装置を省略していた。初期には後退ギアもなかった。
しかし、実用上の要請から改良が進み、差動装置・後退ギアの装備やシャフトドライブの採用、パイプフレームを止めて本格的なトラックとしての強度を持つプレス材やチャンネル材を用いたはしごフレームへの移行、大排気量化や2気筒化など、1930年代中期には既にオートバイとは全く異なる機構を持った貨物車両に進化していた。
エンジンも、1928年（昭和3年）のJACエンジン（日本自動車、のちの「日本内燃機」製）出現以来、発動機製造（のちのダイハツ工業）などが実用に足るエンジンを国産するようになり、輸入エンジンに完全に取って代わった。まもなく有力エンジンメーカーはオート三輪生産に乗り出し、大手メーカー主導の体制が確立された。中小事業者からの需要の高まりを背景に販売網も整備され、1930年代後半には「ダイハツ」「マツダ」「くろがね」の三大ブランドへの評価が定まっていた。
1931年5月5日、発動機製造（株）が3輪自動車（498CC）の本格的生産を開始した。
大東亜戦争前まで小排気量三輪車の運転免許は試験制ではなく許可制であったことで、その普及を促された一面がある。
戦時体制下ではより大型の車両の生産が優先され、民需が主のオート三輪の生産はほとんど途絶えた。

### 戦後

#### 戦後のオート三輪

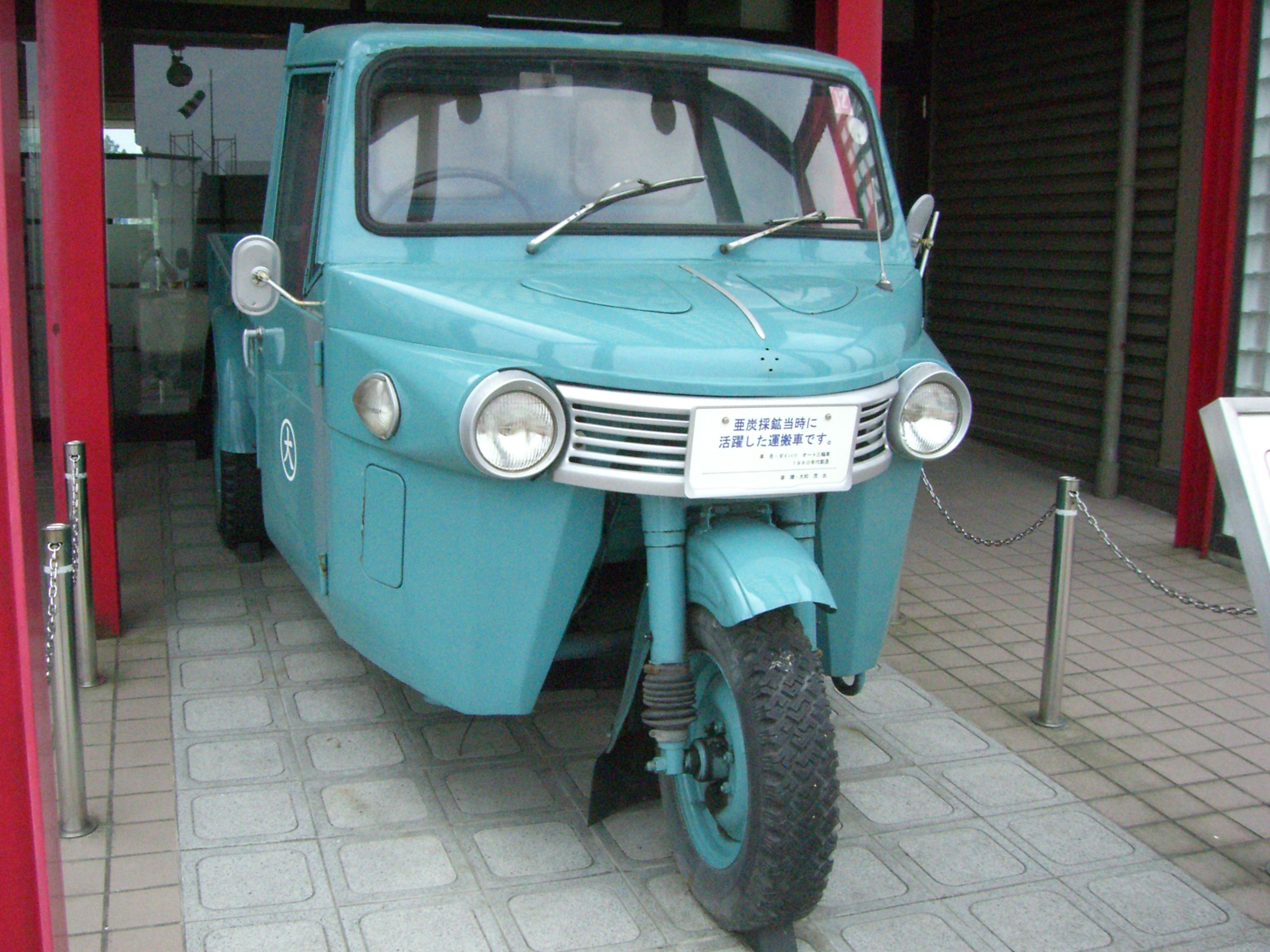
亜炭採鉱で活躍した
ダイハツ（2008年6月19日撮影）

1940年代 - 1950年代の日本におけるモータリゼーション黎明期には、簡易な輸送手段として隆盛を極めた。多くの業種で使われたが、同程度の大きさの四輪トラックよりも格段に小回りが利くことから、四輪トラック普及以降も狭隘な市街地や、林道での材木運搬ではしばらくの間重宝された。
オート三輪はこうしてあまりに際限なく巨大化したため、当時の運輸省は、1955年（昭和30年）に至って、やっと「小型自動車扱いのオート三輪は、現存するモデル以上の大きさにしてはならない」と歯止めを掛けた。オート三輪は元来軽便な貨物車であるという性質もあり、ほぼ全てのオート三輪メーカーは排気量抑制で小型車規格扱いとなるような車種設定に徹していた。
しかし、自動車交通の高速化に伴い、カーブでは転倒しやすく、高速走行に不向きなことや、居住性の悪さが敬遠されるようになる。さらにはメカニズムが高度になり、内外装のデラックス化が進むにつれ、四輪トラックとの価格差が縮小して、市場での競争力を欠くようになった。これでは敢えて三輪とする意義が薄くなってしまったのである。また1965年（昭和40年）の三輪車運転免許の廃止も、オート三輪に対して不利に働いた。
この間、トヨタ自動車のSKB型トラック「トヨエース」（1954年）に代表される廉価な大衆向けの四輪トラックとの競合に伴い、オート三輪業界にも、営業力に劣る準大手・中堅メーカーの撤退・転業や倒産が相次ぐようになる。その中には、より大手のオート三輪メーカーや四輪車メーカーの傘下に入って下請けとなり、やがて吸収された事例もあった。
残存したオート三輪メーカーの多くは、四輪トラックを生産の主流に切り替えるか、後述の軽3輪トラックの生産に活路を見出し、やがて軽4輪トラック等に転業するかの道を辿った。最後までオート三輪市場に残った大手2社の三輪撤退は、ダイハツが1972年（昭和47年）、東洋工業が1974年（昭和49年）である。

#### 軽3輪トラックブームとその後

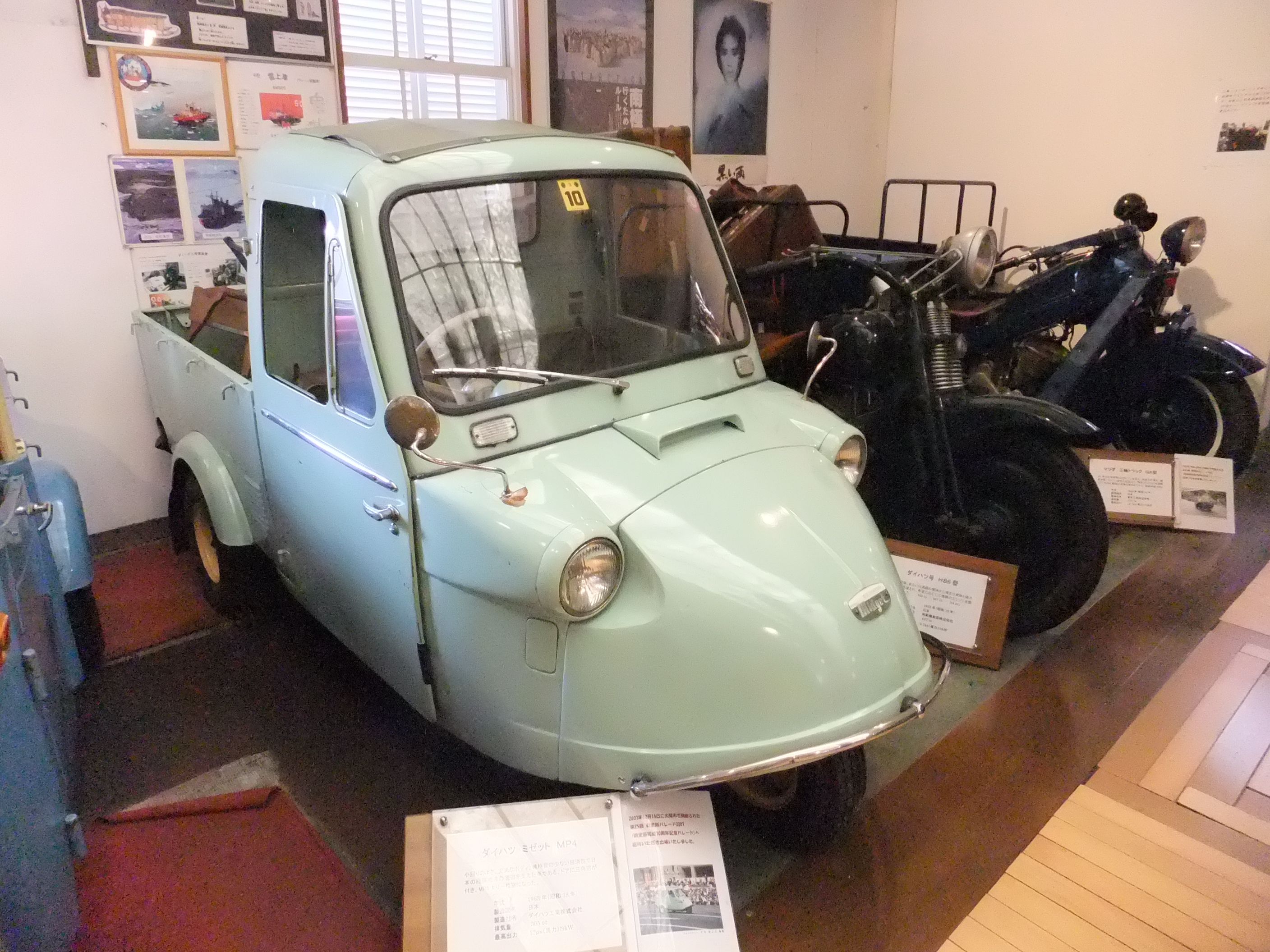
ダイハツ・ミゼットMP4 2012年5月撮影

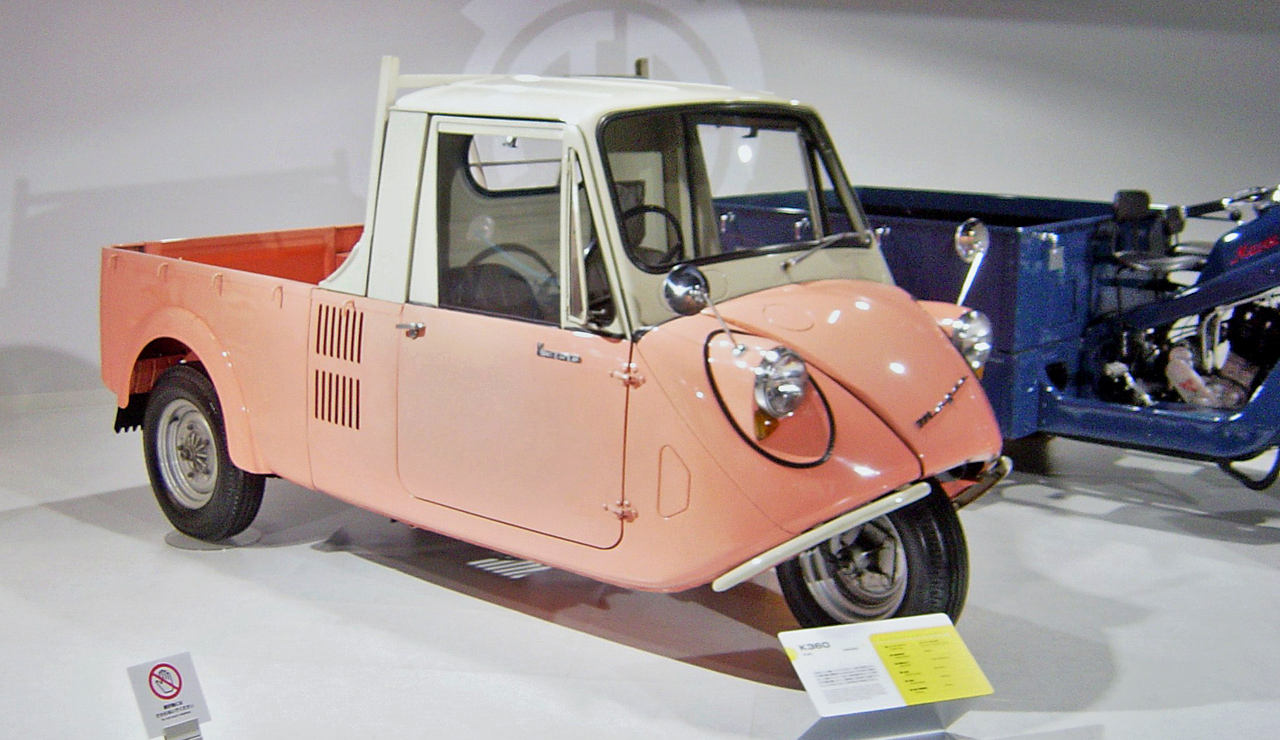
マツダ・K360 2005年2月撮影

小型車規格のオート三輪市場が最盛期を迎えていた1950年代前半、1949年（昭和24年）に制定された軽自動車の幅員規格拡大に伴い、軽自動車規格のオート三輪が市場に出現した。もともと、当時の軽自動車枠は2輪ないし3輪の小型車を想定したものであり、1924年（大正13年）に制定された戦前の無免許小型自動車規格（排気量最大350 ccまで）とも類似した、この種の簡易な小型車両に適合するカテゴリーであった。
これらのオート3輪は一見すると、商品が百花繚乱のように充実しているように見えたものの、軽3輪トラックは同時期の小型3輪トラックの終焉と同じように後発の4輪軽トラックにシェアを奪われ、ブームは極めて短期間で終わってしまった。1960年代に入ると、既存の軽3輪メーカーのうち、上位メーカーは軽3輪の技術を活かして4輪モデルを早期に開発し市場に投入することで転身と生き残りを図った。技術的、あるいは経済的理由から“スバルに匹敵する”4輪車を生産・販売する余裕のない新興や中小のメーカーは、ほとんどが1960年代前半に軽自動車生産から早期撤退ないし倒産、1970年代初頭時点で、最終的に独立したブランドを持つ自動車メーカーとして生き残れた元オート三輪メーカーは、ダイハツ・東洋工業（現マツダ）・三菱のみであった。
1960年代中期以降には、軽3輪トラックのメーカーは小型オート三輪同様にダイハツと東洋工業のみとなり、東洋工業が1969年（昭和44年）、ダイハツが1972年（昭和47年）に市場から撤退し、軽3輪の歴史に幕を下ろした。
2015年にはベンチャー企業の日本エレクトライクが電動のオート三輪(ETrike・エレクトライク)で型式認定を取得し、日本で16番目の自動車メーカーとなった。メーカー側はトゥクトゥクのような三輪タクシー向けではなく、短距離（ラストワンマイル）の貨物輸送を想定している。

### 乗用

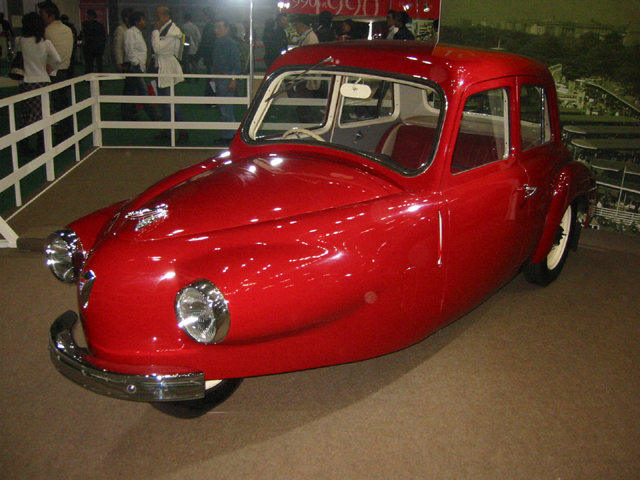
ダイハツ・ビー

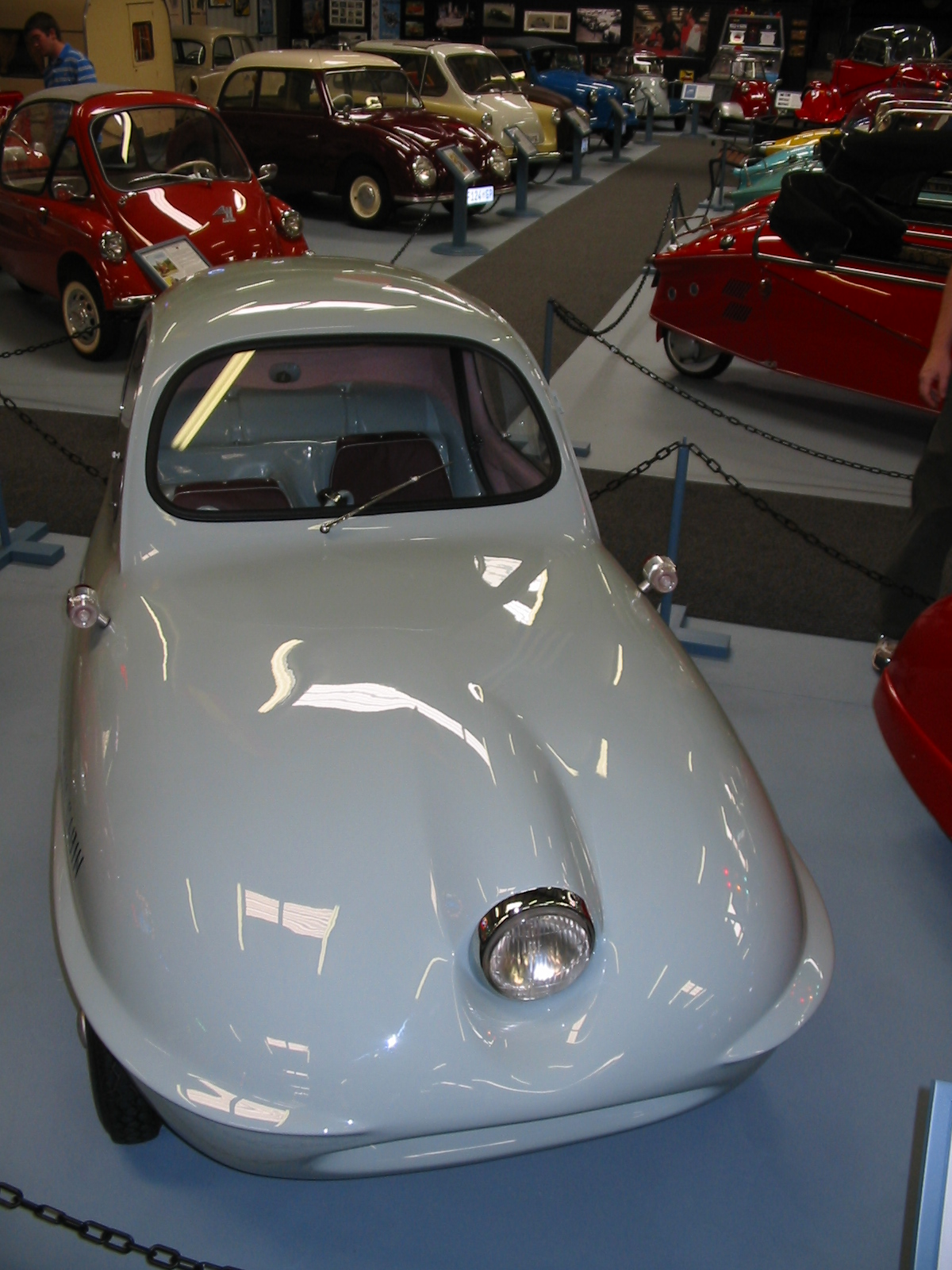
フジキャビン

日本では、1920年代に少数ながら三輪乗用車が製造された事例はあったが、市場において2名以上の定員を持つ「乗用車」として本格的に設計された自動車の成功例はない。1950年（昭和25年）前後に、代用タクシーとしてオート三輪トラックのシャーシ後部に複数定員を収容できるキャビンを架装した例もあるが、一時的な代用車であって、1950年代中期以前に廃れている。
前1輪型の3輪車としてはほぼ唯一の本格的乗用車だったダイハツ「Bee」（1951年）は、十分な完成度を極めないまま量産を断念された。これは乗用車専用シャーシのリアエンジン車で、一般にはオート三輪の範疇に含まれていない。
富士自動車からは、前2輪型のフジキャビンが、少数ではあるが販売された。
- 1950年代前半の日本では、3輪・4輪を問わず、一般家庭が乗用車を所有する水準には時期尚早であり、このようなモータリゼーション黎明期には、オート三輪でも、大衆では乗用車の代用として通用していた。エンジンパワーが弱く、道路が荒れていたためにスピードが出せず、荷台に乗り込んでいてもそれほど危険がなかったため、日常的な移動手段だった。後年になって道路交通法の改正により、貨物車の荷台への乗車は、荷台の積載状況を監視する目的において最少の人間を乗せることを除いて禁止された[10]。1958年（昭和33年）の4輪車「スバル・360」などの実用的軽乗用車や、正式な後部補助席付きのクローズド・ボディ型ライトバンが比較的廉価になり、普及が本格化したため、「オート三輪の代用乗用車」から3輪乗用車へのシフトは起こらなかった。

以降の日本における3輪乗用車は、趣味人によるヨーロッパ製3輪乗用車の個人輸入が中心になった。
1980年代以降に、一人乗り・前2輪後1輪型で50ccスクーターのドライブトレーンを利用したミニカーが中小零細企業で生産され、原付免許で乗れる自動車として一時ブームになった。しかし、1985年（昭和60年）にミニカーの運転には普通自動車免許が必要になり、軽自動車税も上がった。その後の普及は限定的で、普遍的なものとはなっていない。
2005年（平成17年）の法改正では、バーハンドル・またがり式座席・ドアと車室のない三輪乗用自動車に限っては、普通自動車免許で乗れる「(側車付き)二輪車として扱われるトライク」として扱われるようになった。
2009年（平成21年）の法改正により、車体の構造上その運転に係る走行の特性が二輪の自動車の運転に係る走行の特性に類似するものとして内閣総理大臣が告示で指定した条件に該当する三輪の自動車は、二輪の自動車とみなすこととなり、ジレラ・フォコ、ピアジオ・MP3など条件に該当する三輪車を法改正以前から運転していた場合、特例として法改正から1年間、普通自動二輪免許又は大型自動二輪免許の「特定二輪限定」を取得することができた。法改正後の2014年にはヤマハ発動機が特定二輪車に該当するヤマハ・トリシティを小型自動二輪車として発売している。
2022年、ヨドバシカメラがビークルファン社の小型電動モビリティ「EVトゥクトゥク」を発売。免許は普通自動車免許となる。

### 特殊自動車
小型特殊自動車として、3輪の運搬車、3輪のフォークリフトなどが日本各地に普及している。
これは通常、公道を走る必要がなく荷受場などの特定区域にて使用されるため、高速安定性を考慮する必要が無く小回りが利くメリットを重視しており、一般的な公道上で見かける機会は少ない。農地、市場などのエリアで多く存在している。いわゆるターレは、これに含まれる。

## インド

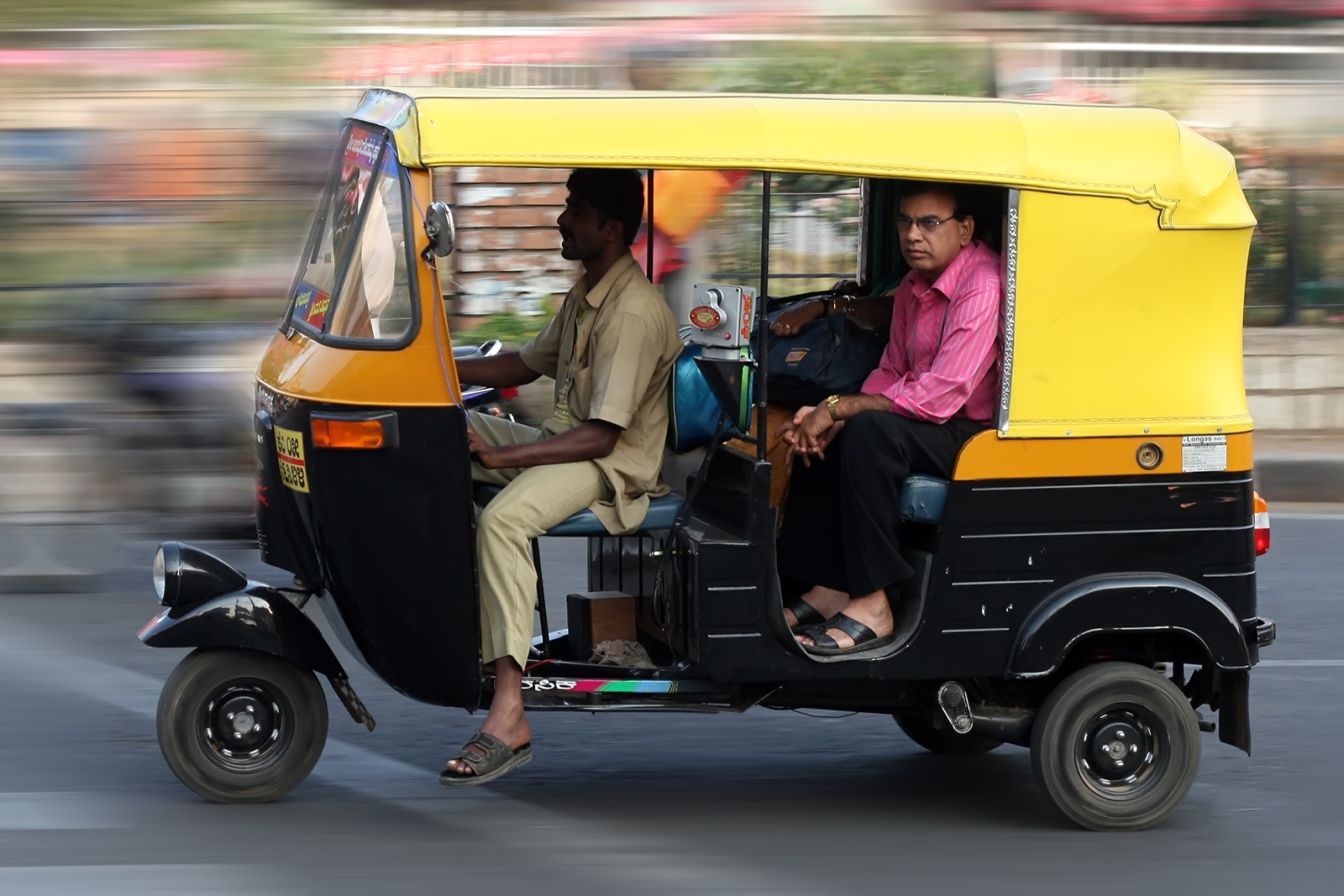
インドの三輪タクシーのオート・リクシャー

インドにおける三輪自動車の歴史は三輪タクシー#インド圏のオート・リクシャーの項を参照のこと。
インドは2000年代に入っても年間50万台前後の生産台数を誇る三輪自動車大国である。自国での販売のほか、スリランカやネパール、インドネシアなどにも輸出される。生産メーカーはバジャージ・オートとピアッジオ（インド現地法人）が拮抗しており、両者のシェアは8割前後となっており開発競争も激しい。2007年にTVSモーターが参入したほか、2014年にホンダとの提携が解消されたヒーロー・モトコープも市場に進出するのではないかと見られており、今後ともインド国内における移動手段として重要視されるものと考えられる。

## 現状

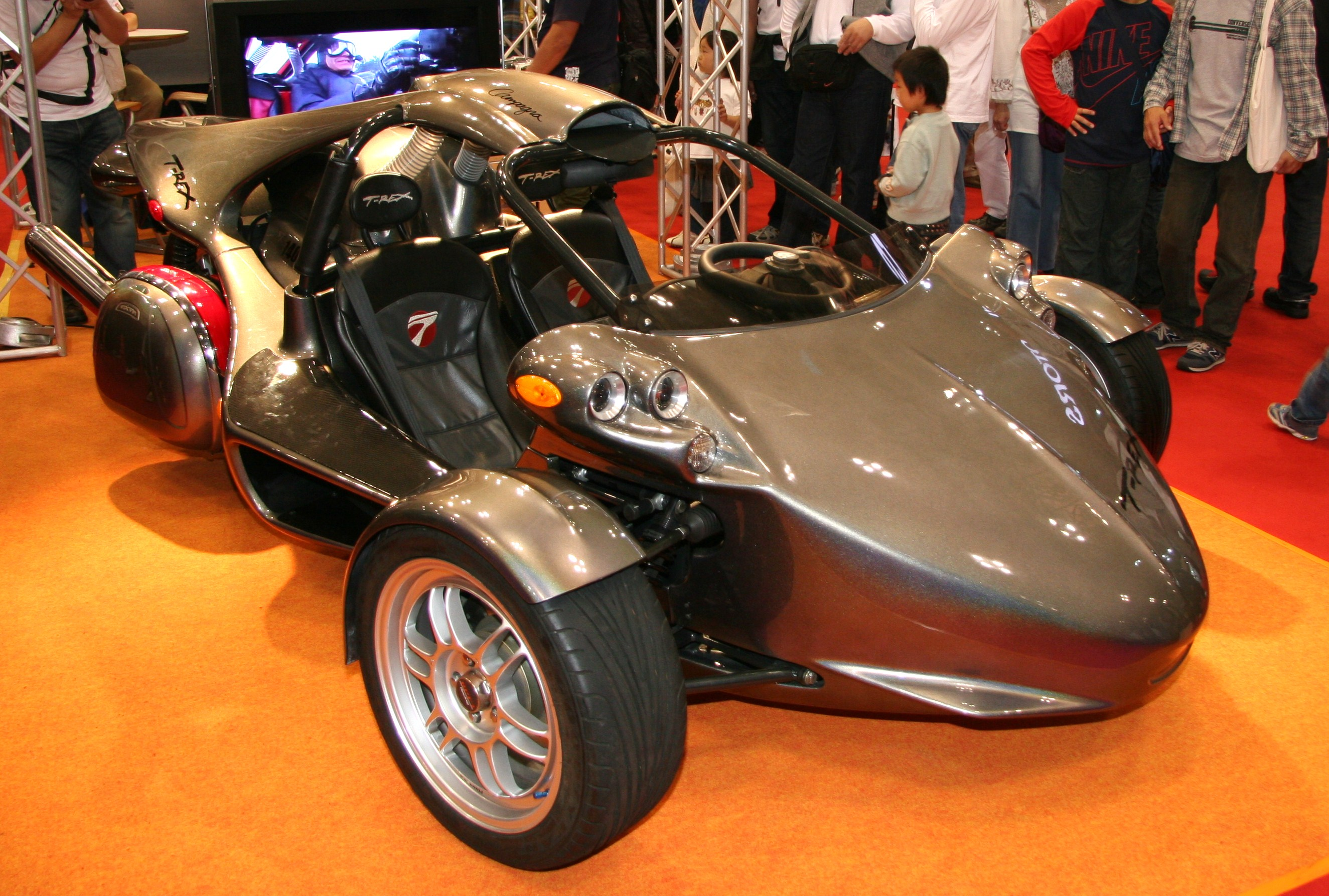
T-REX

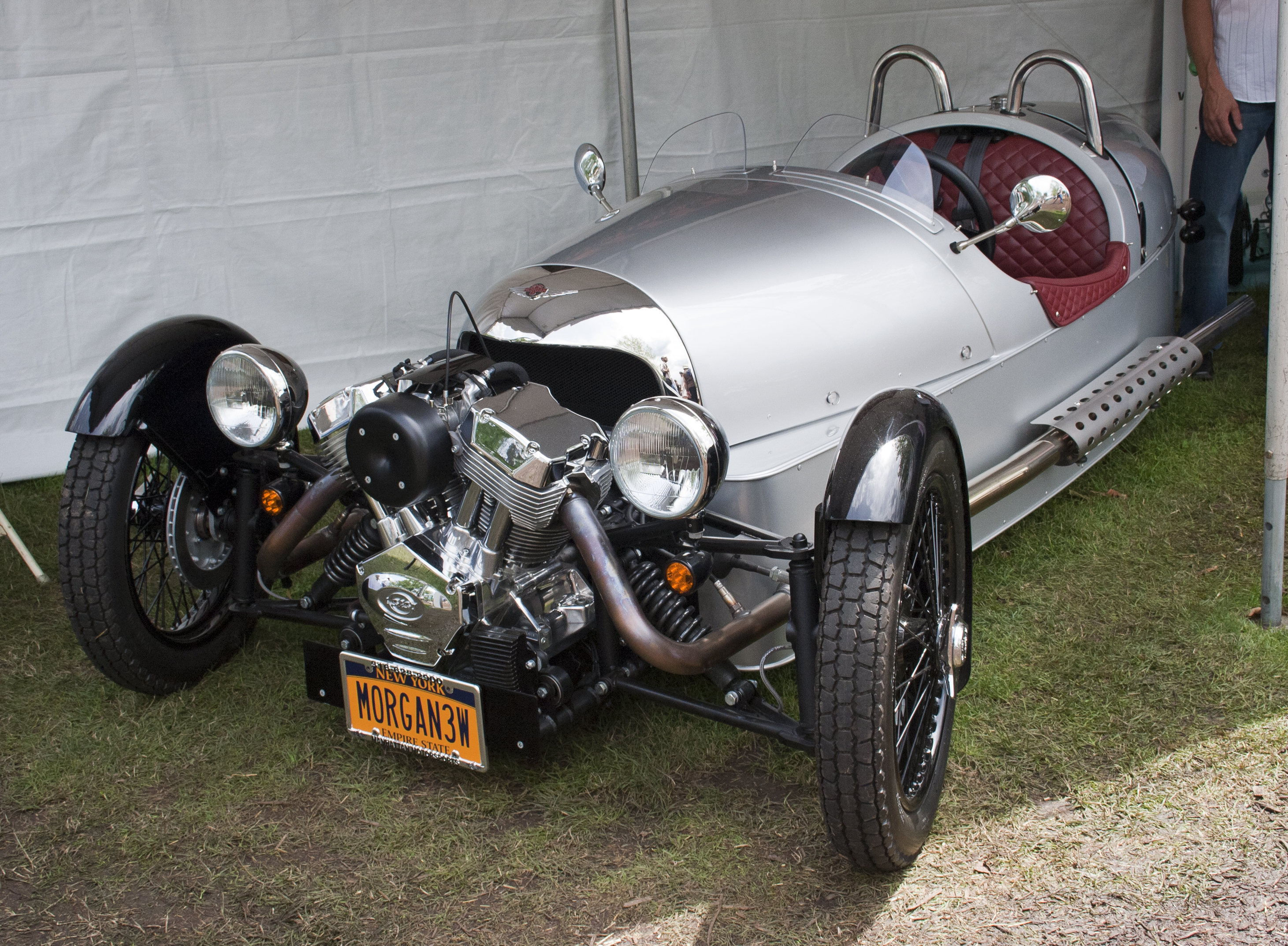
モーガン・3ホイーラー

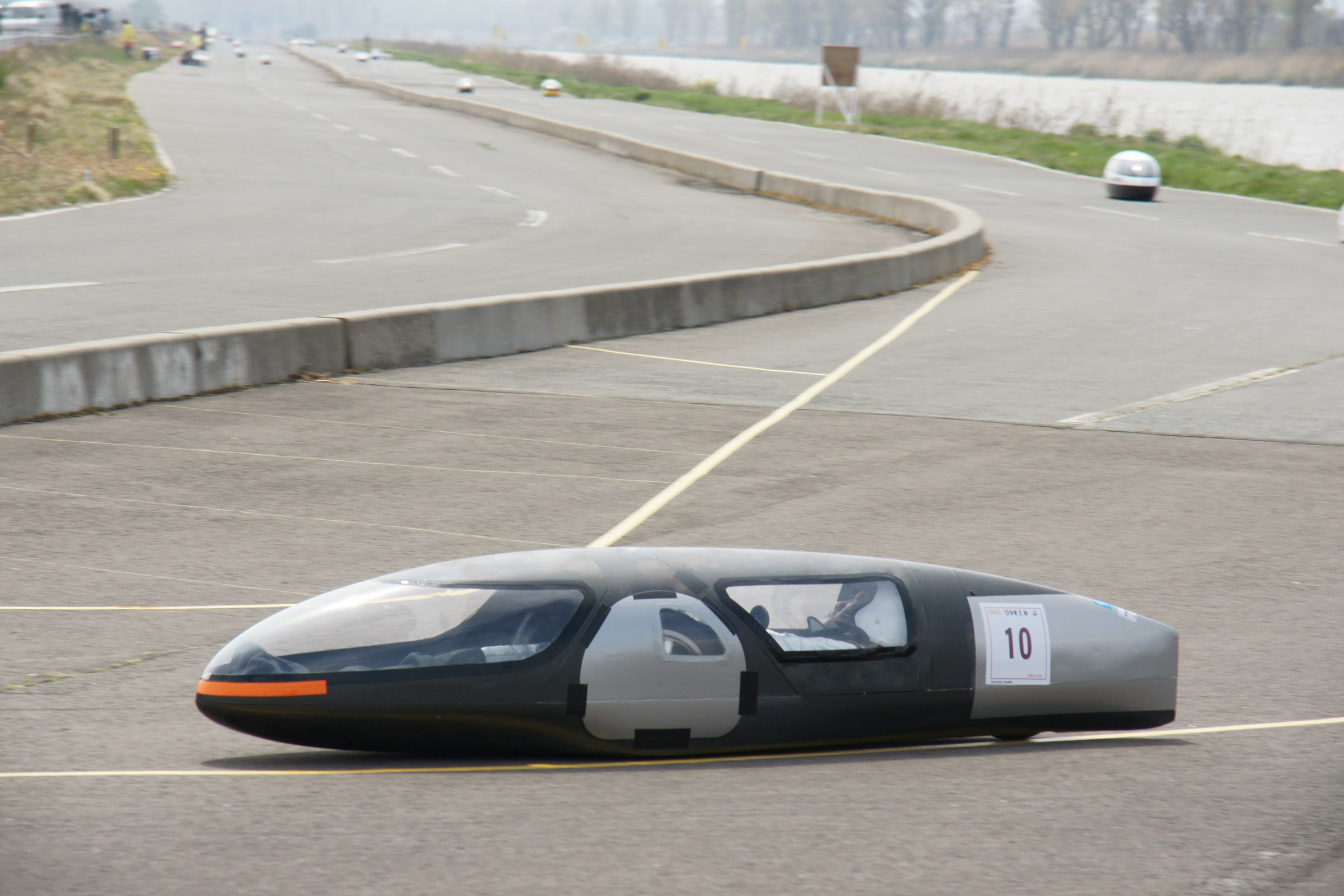
2009から2012年にかけてワールド・エコノ・ムーブで優勝したZDPのTachyon

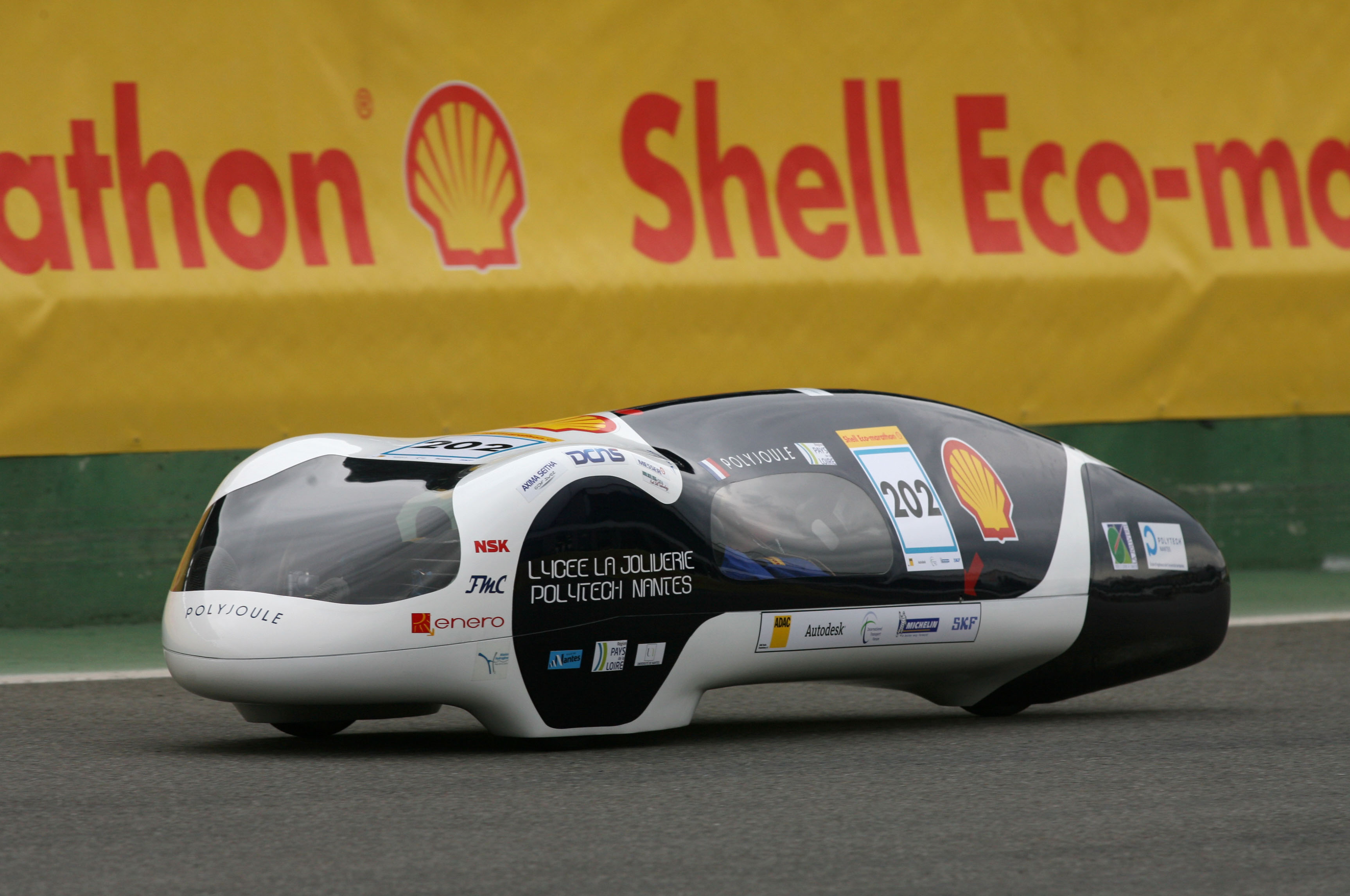
シェル・エコマラソン出場車のPolyjoule2010

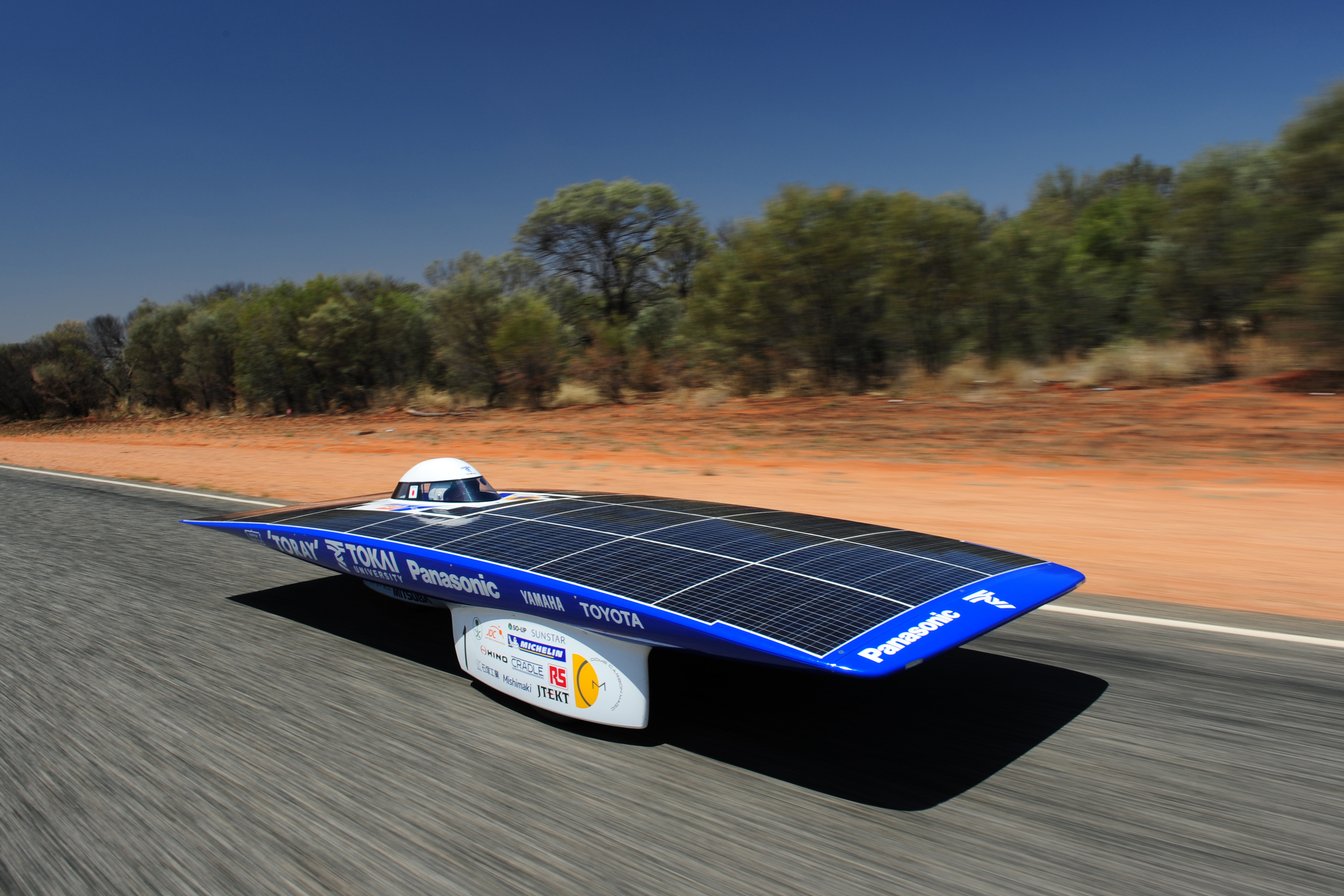
2011年ワールド・ソーラー・チャレンジで二連覇を達成した東海大学ソーラーカーチームのソーラーカー東海チャレンジャー

技術革新や生産性の向上により低価格な四輪車が増えたこと、ユーザーの要求の高まりや安全規制の強化などから三輪自動車は次第に姿を消していった。しかし軽量性を生かし運動性を重視したカンパーニャ・T-REXや、モーガン・3ホイーラーのような趣味性を追求しリバイバルモデルなど、ニッチ市場では一定の需要が存在している。
都市部で使用されるパーソナルモビリティとしてトヨタ・i-ROADのようなコンセプトカーが公開されている。また小口輸送用として光岡・ライクT3の様な小型の電気自動車の実地テストも行われている。
ソーラーカーやエコランやワールド・エコノ・ムーブ等の省エネルギーで走行を競う車両にもタイヤが少ないため、転がり抵抗や接地抵抗が少なく、後部の差動歯車を省略できるため、前2輪、後1輪の3輪車の採用例が多い。